# Liste der reichsten Malaysier
Die reichsten Malaysier sind nach Angaben des US-amerikanischen Magazins Forbes (Stand: April 2022):
| Rang | Name                      | Nettovermögen (US$ Milliarden) |
| ---- | ------------------------- | ------------------------------ |
| 1    | Robert Kuok               | 11,7                           |
| 2    | Quek Leng Chan            | 10,6                           |
| 3    | Teh Hong Piow             | 5,9                            |
| 4    | Ananda Krishnan           | 5,7                            |
| 5    | Koon Poh Keong            | 5,2                            |
| 6    | Yeow Chor & Yeow Seng Lee | 4,8                            |
| 7    | Chen Lip Keong            | 2,6                            |
| 8    | Lau Cho Kun               | 2,1                            |
| 9    | Kuan Kam Hon & Familie    | 2,0                            |
| 9    | Lim Kok Thay              | 2,0                            |
| 11   | G. Gnanalingam            | 1,7                            |
| 12   | Lim Wee Chai              | 1,6                            |
| 12   | Tan Yu Yeh                | 1,6                            |
| 12   | Kie Chie Wong             | 1,6                            |
| 12   | Syed Mokhtar Al-Bukhary   | 1,6                            |
| 16   | Jeffrey Cheah             | 1,3                            |
| 16   | Koon Poh Ming             | 1,3                            |